# Епархия Плоцка

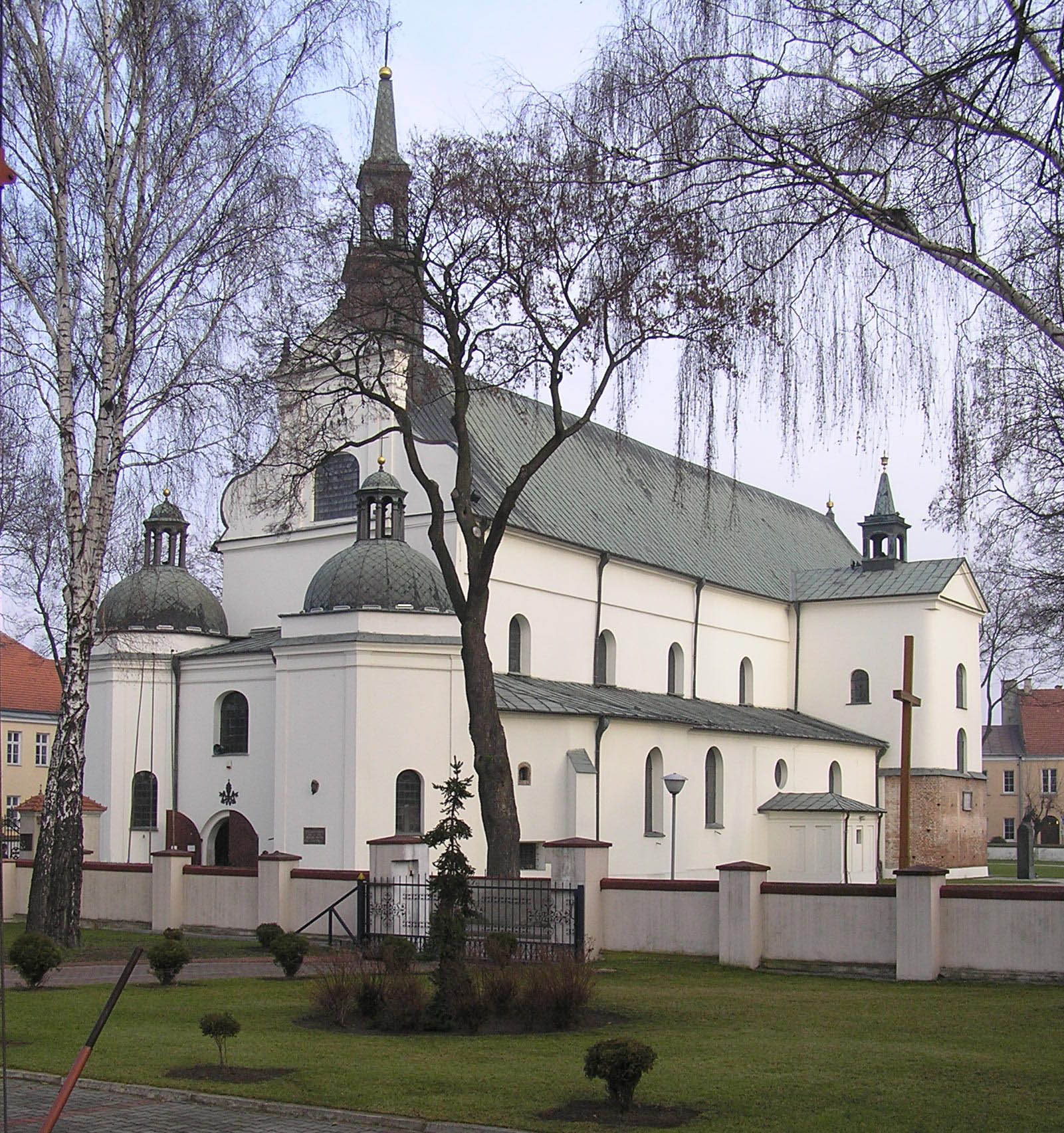
Базилика в Пултуске, Польша

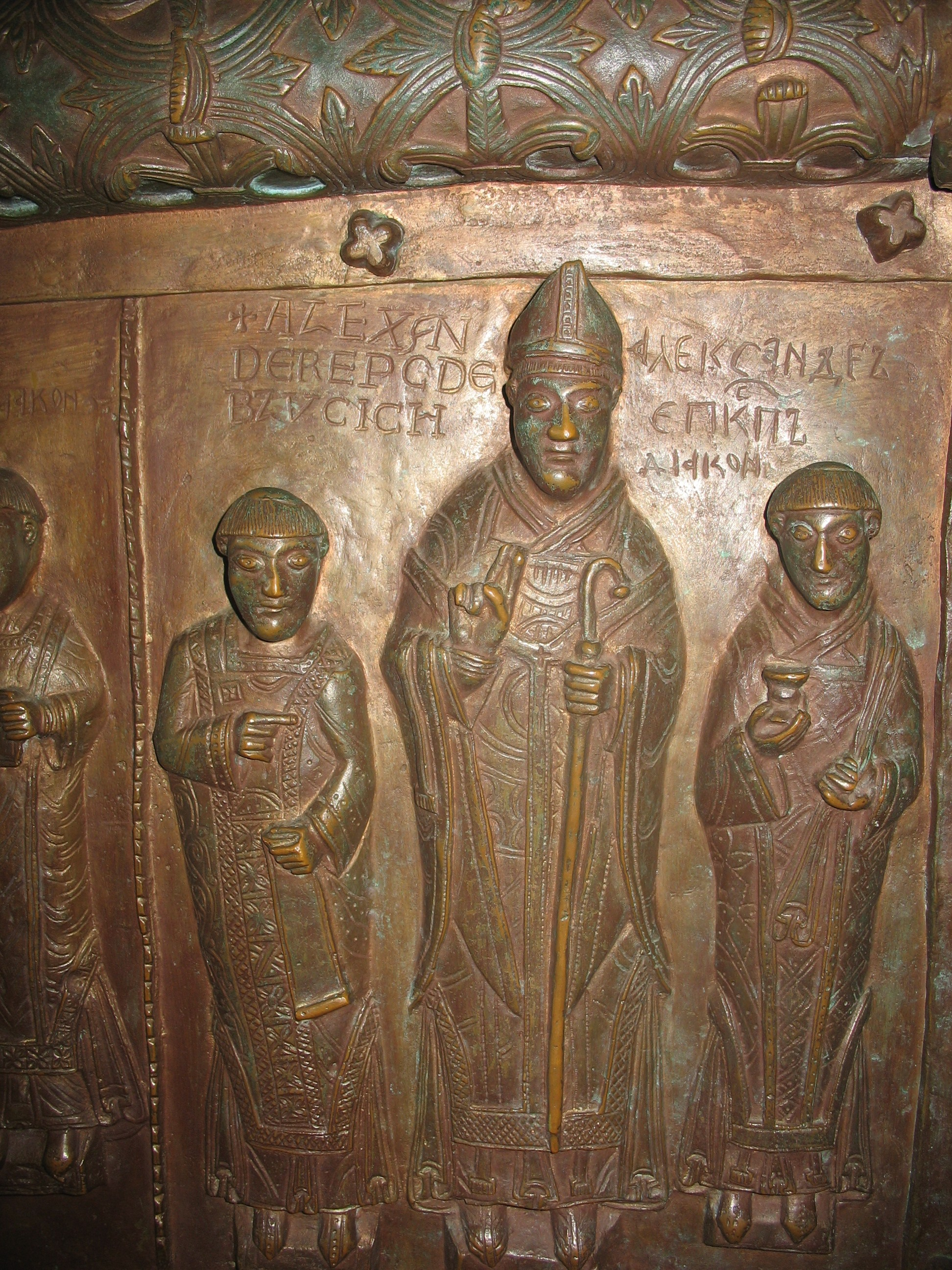
епископ Александр (1129—1156), основатель собора в Плоцке, барельеф, Собор Успения Пресвятой Девы Марии

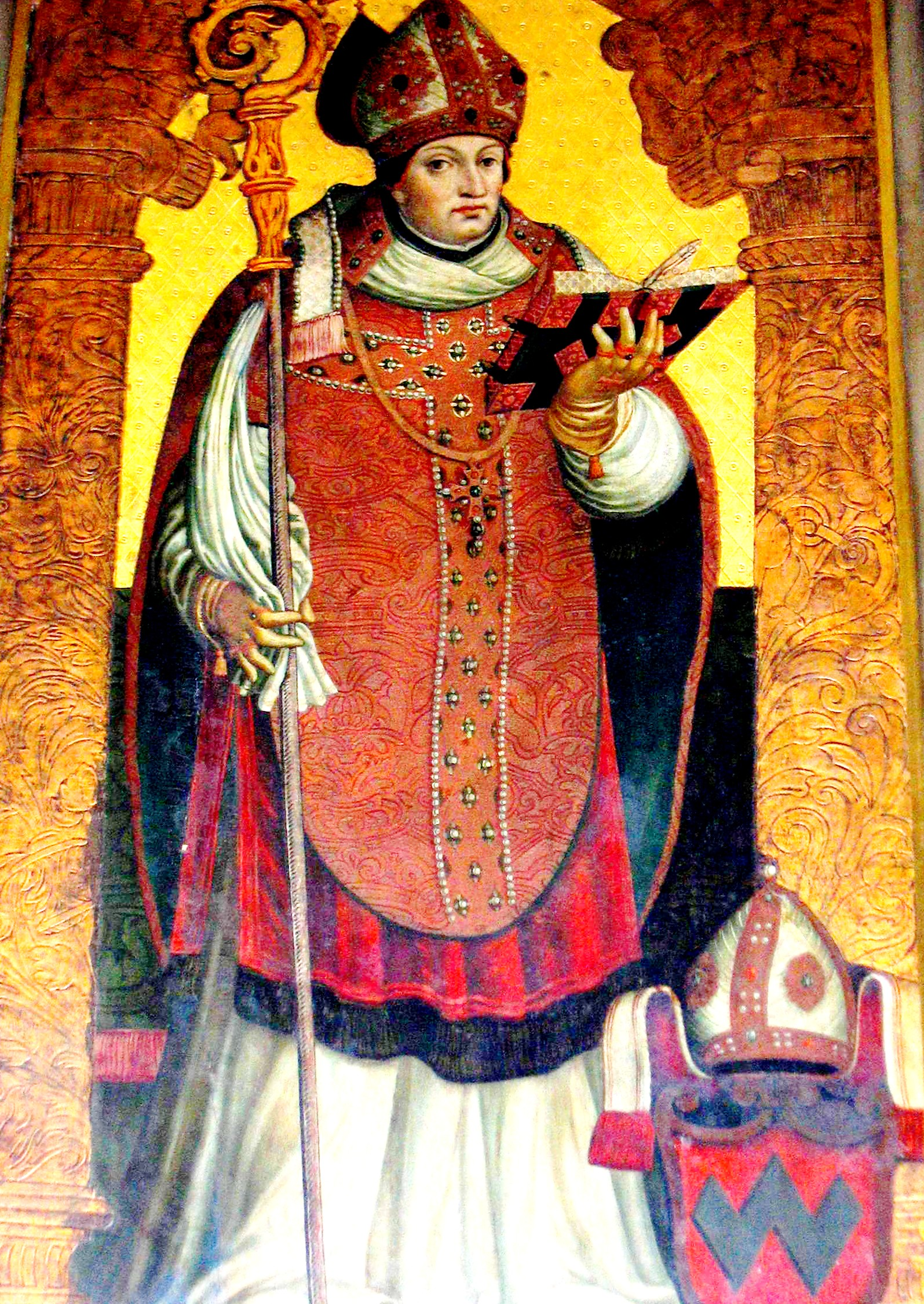
епископ блаженный Ян Хоеньский

 Епархия Плоцка  (лат. Dioecesis Plocensis) — епархия Римско-Католической церкви с центром в городе Плоцк, Польша. Епархия Плоцка входит в митрополию Варшавы. Кафедральным собором епархии Плоцка является церковь Успения Пресвятой Девы Марии.

## История
Епархия Плоцка была образована в X веке. Имена первых пяти епископов епархии документировано не подтверждены. Письменные свидетельства о епископах епархии Плоцка датируются с 1075 года. В период с 1130—1140 гг. в Плоцке был построен кафедральный собор Успения Пресвятой Девы Марии.
15 июля 1563 года в Плоцке была основана епархиальная семинария.
30 июня 1818 года Римский папа Пий VII издал буллу Ex imposita nobis, которой передал часть территории епархии Плоцка в пользу возведения новым епархиям Ломжи и Влоцлавека.
28 октября 1925 года Римский папа Пий XI издал буллу Vixdum Poloniae, которой передал часть территории епархии Плоцка епархии Ломжи.
В 1940 году ординарий епархии епископ Антоний Юлиан Нововейский и вспомогательный епископ Леон Ветманьский были арестованы немецкими оккупационными властями и отправлены в концлагерь в Дзялдово, где оба погибли. 13 июня 1999 года епископы Антоний Юлиан Нововейский и Леон Ветманьский были причислены Римским папой Иоанном Павлом II к лику блаженных в группе 108 блаженных польских мучеников.
25 марта 1992 года Римский папа Иоанн Павел II издал буллу Totus tuus Poloniae populus, которой передал часть территории епархии Плоцка новым епархиям Ловича и Варшавы-Праги.

## Ординарии епархии
- епископ Ангелотус (966—982)
- епископ Марциалис (982—1005)
- епископ Марцин (1005—1024)
- епископ Альбин (1024—1041)
- епископ Пасхалис (1041—1065)
- епископ Марек (1075—1088)
- епископ Стефан (1088—1099/1102)
- епископ Филип (1099/1102 — 1107/1112)
- епископ Шимон Гоздава (1107/1112 — 1129)
- епископ Александр из Малонна (1129 — 9.03.1156)
- епископ Вернер Рох (1156—1170/1172)
- епископ Лупус Годземба (1170/1172 — 1186)
- епископ Вит из Хотела (1187—1206)
- епископ Гедко Повало (1207—1223)
- епископ Ян Гоздавита (1223—1227)
- епископ Гунтер Прус (1227—1232)
- епископ Пётр Пулкозиц (1227—1239)
- епископ Анджей Грыфита (1239—1244)
- епископ Пётр Бревис (1245—1254)
- епископ Анджей Циолек (1254—1260)
- епископ Пётр Недлих (1261—1270)
- епископ Томаш Томка (1271—1294)
- епископ Гедко (1294—1296)
- епископ Ян Высокий Правдзиц (1297—1310)
- епископ Ян х. Наленч (1310—1317)
- епископ Флориан Ласкарий из Косьцельца (1317—1333)
- епископ Клеменс Пежхала (1333—1357)
- епископ Бернард Новина (1357—1363)
- епископ Янислав Вроньский (1363—1365)
- епископ Миколай Сувка из Гульчева (10.12.1365 — 1367)
- епископ Станислав Сувка из Гульчева (1367—1375)
- епископ Добеслав Сувка из Гульчева (7.03.1375 — 1.12.13810
- епископ Сьцибор из Радзимина (18.12.1381 — 1391)
- епископ Хенрик Мазовецкий (18.03.1391 — 1392)
- епископ Маффиолус де Лампуньяно (1392 — 27.07.1396)
- епископ Якуб из Кожкви (31.07.1396 — 27.05.1425)
- епископ Станислав из Павловиц (29.12.1425 — 29.04.1439)
- епископ Павел Гижицкий (29.05.1439 — 28.01.1463)
- епископ Сьцибор из Госьценчиц (5.10.1463 — 4.05.1471)
- епископ Казимеж III (16.12.1471 — 8.05.1480)
- епископ Пётр из Ходкова (15.12.1480 — 15.08.1497)
- епископ Ян Лубраньский (6.11.1497 — 22.10.1498)
- епископ Винценты Пжерембский (22.10.1498 — 23.11.1503) — назначен епископом Влоцлавека
- епископ Эразм Циолек (29.11.1503 — 26.12.1522)
- епископ Рафал Лещиньский (8.06.1523 — 24.03.1527)
- епископ Анджей Кжицкий (29.04.1527 — 27.10.1535) — назначен архиепископом Гнезно
- блаженный епископ Ян Хоеньский (27.10.1535 — 4.07.1537) — назначен епископом Кракова
- епископ Пётр Гамрат (17.08.1537 — 6.10.1538) — назначен епископом Кракова
- епископ Якуб Бучацкий (29.12.1538 — 5.05.1541)
- епископ Самуэль Мацеёвский (1541 — 19.04.1546) — назначен епископом Кракова
- епископ Ян Белиньский (19.02.1546 — 18.05.1546)
- епископ Анджей Носковский (8.10.1546 — 23.10.1567)
- епископ Пётр Мышковский (23.10.1567 — 5.07.1577) — назначен епископом Кракова
- епископ Пётр Дунин Вольский (5.07.1577 — 28.08.1590)
- епископ Войцех Барановский (31.01.1591 — 14.05.1607) — назначен епископом Влоцлавека
- епископ Марцин Шишковский (18.07.1607 — 17.10.1616) — назначен епископом Кракова
- епископ Хенрик Фирлей (19.01.1617 — 7.10.1624) — назначен епископом Гнезно
- епископ Иероним Целецкий (6.10.1624 — 16.04.1627)
- епископ Станислав Лубеньский (30.08.1627 — 16.04.1640)
- епископ Кароль Фердинанд Ваза (1.12.1640 — 9.05.1655)
- епископ Ян Гембицкий (11.10.1655 — 13.03.1674) — назначен епископом Влоцлавека
- епископ Бонавентура Мадалиньский (16.11.1674 — 2.06.1681) — назначен епископом Влоцлавека
- епископ Станислав Дембский (20.04.1682 — 7.07.1692) — назначен епископом Влоцлавека
- епископ Анджей Хризостом Залуский (15.10.1692 — 6.06.1698) — назначен епископом Вармии
- епископ Людвик Бартломей Залуский (1.04.1699 — 19.11.1721) — назначен епископом Луцка
- епископ Анджей Станислав Залуский (1723 — 1736) — назначен епископом Луцка
- епископ Антоний Себастьян Дембовский (6.05.1737 — 18.12.1752) — назначен епископом Влоцлавека
- епископ Юзеф Эустахий Шембек (29.01.1753 — 1.04.1758)
- епископ Иероним Антоний Шептицкий (24.09.1759 — 9.08.1773)
- епископ Михал Ежи Понятовский (1774 — 14.02.1785) — назначен архиепископом Гнезно
- епископ Кшиштоф Иларий Шембек (14.02.1785 — 5.09.1797)
- епископ Онуфрий Каетан Шембек (1797 — 5.01.1809)
- епископ Томаш Осташевский (4.09.1815 — 17.01.1817)
- епископ Адам Михал Пражмовский (17.03.1817 — 6.02.1836)
- епископ Францишек Павловский (6.02.1836 — 6.07.1852)
- епископ Винценты Теофил Попел (16.03.1863 — 5.07.1875) — назначен епископом Влоцлавека
- епископ Каспер Боровский (16.03.1882 — 15.01.1885)
- епископ Михал Новодворский (30.12.1889 — 15.06.1896)
- епископ Францишек Сымон (21.07.1897 — 15.04.1901)
- епископ Ежи Юзеф Элизеуш Шембек (15.04.1901 — 9.11.1903) — назначен архиепископом Могилёва
- епископ Аполлинарий Внуковский (1.04.1904 — 29.11.1908) — назначен архиепископом Могилёва
- блаженный епископ Антоний Юлиан Нововейский (12.06.1908 — 20.06.1941)
- епископ Тадеуш Павел Закжевский (12.04.1946 — 26.11.1961)
- епископ Богдан Мариан Винценты Сикорский (21.01.1964 — 4.02.1988)
  - епископ Ян Восинский (21.01.1964 — 19.10.1991) — вспомогательный епископ;
- епископ Зыгмунт Каминьский (4.02.1988 — 1.05.1999) — назначен архиепископом Щецина-Каменя
- епископ Станислав Вельгус (24.05.1999 — 6.12.2006) — назначен архиепископом Варшавы
- епископ Пётр Либера (2.05.2007 — по настоящее время)

## Источник
- Annuario Pontificio, Libreria Editrice Vaticana, Città del Vaticano, 2003, ISBN 88-209-7422-3
- Булла Ex imposita nobis, Bullarii romani continuatio, XV, Romae 1853, стр. 61-68  (лат.)
- Булла Totus Tuus Poloniae populus, AAS 84 (1992), стp. 1099  (лат.)